# Vermetidae
I Vermetidi (Vermetidae Rafinesque, 1815) sono una famiglia di molluschi gasteropodi della sottoclasse Caenogastropoda. È la sola famiglia esistente della superfamiglia Vermetoidea.

## Descrizione
I Vermetidae sono caratterizzati da un guscio di forma tubolare irregolare. Il guscio è formato da tre strati: uno strato interno lucido e porcellanato, prevalentemente bianco o con sfumature di marrone; uno strato intermedio meno caratteristico ma più spesso degli altri due; uno strato esterno sul quale si forma la scultura e il cui colore varia dal bianco al giallo-marrone o dal rosa al bruno scuro. La scultura può essere longitudinale o trasversale.
L'opercolo è formato da una piastra di chitina avvolta a spirale. Nel suo sviluppo più complesso è ispessito al centro, con una cicatrice simile a un bottone sulla superficie interna e una spirale quasi piatta. Una forma intermedia o semplice di opercolo mostra solo pochi giri, l'intera struttura ridotta di dimensioni alla metà o meno del diametro dell'apertura, con spirali che si ergono come lamine avvolte su una base a forma di piattino. Il genere Thylacodes (detto anche Serpulorbis) è privo di opercolo.
I Vermetidae sono gasteropodi sessili. Essi hanno sviluppato un mezzo speciale che consente ai giovani appena nati di cementare i loro gusci al substrato senza rimanere imprigionati nel processo.
Il guscio larvale è composto da due a quattro vortici; l'apertura è contorta in avanti o provvista di un margine esterno sinuoso o quasi artigliato. Il guscio può poggiare saldamente contro il substrato mentre l'animale prosegue sia l'alimentazione che la formazione delle successive volute del guscio che circondano il guscio giovane su un asse di avvolgimento di 90° diverso da quello delle spire iniziali.
Il primo fossile che può qualificarsi come un vermetide è dell'età del Cretaceo superiore. Tuttavia la conservazione non è abbastanza buona da consentire la sua accettazione incondizionata come gasteropode. Alcuni dei fossili del Basso Eocene, provenienti dal Cuisiano della Francia, sono indiscutibilmente vermetidi, poiché mostrano chiaramente le cicatrici dei tubi di alimentazione, tratti caratteristici di diversi gruppi di vermetidi. L'avvolgimento di questi gusci suggerisce quello del genere Serpulorbis. Diverse specie simili si sono formate in Europa durante il Medio e l'Alto Eocene e ce n'erano alcune sulla costa del Golfo degli Stati Uniti. Il genere ha continuato ad essere rappresentato in Europa per tutto il Terziario. All'inizio del Miocene il Petaloconchus, con le sue lamelle a spirale interne, era apparso in Europa, così come nell'area caraibica il Dendropoma che non è così facilmente riconosciuto allo stato fossile, ma il Elliptovermetus, che sembra essere un suo sottogenere estinto, apparve nell'Alto Oligocene in Francia.
Per quanto riguarda gli aspetti evolutivi, essi sono piuttosto difficili da stabilire, in quanto i vortici nucleari e gli opercoli sono difficili o impossibili da ottenere fossilizzati. Tuttavia qualche suggerimento sul loro modello di sviluppo può essere ottenuto osservando la gamma di forma di queste strutture nei moderni vermetidi. I vortici nucleari di alcune specie di Macrophragma (Petaloconchus) e di alcuni Serpulorbis sono quasi indistinguibili. Questo può rappresentare la forma primitiva, dalla quale la maggior parte dei gruppi si è spostata in direzioni diverse e in gradi diversi, con il Dendropoma che sembra essersi allontanato maggiormente. Lo stesso discorso si può fare anche per gli opercoli.
Sono distribuiti principalmente in ambienti con acque temperate o tropicali, intercotidali e poco profonde.

## Tassonomia

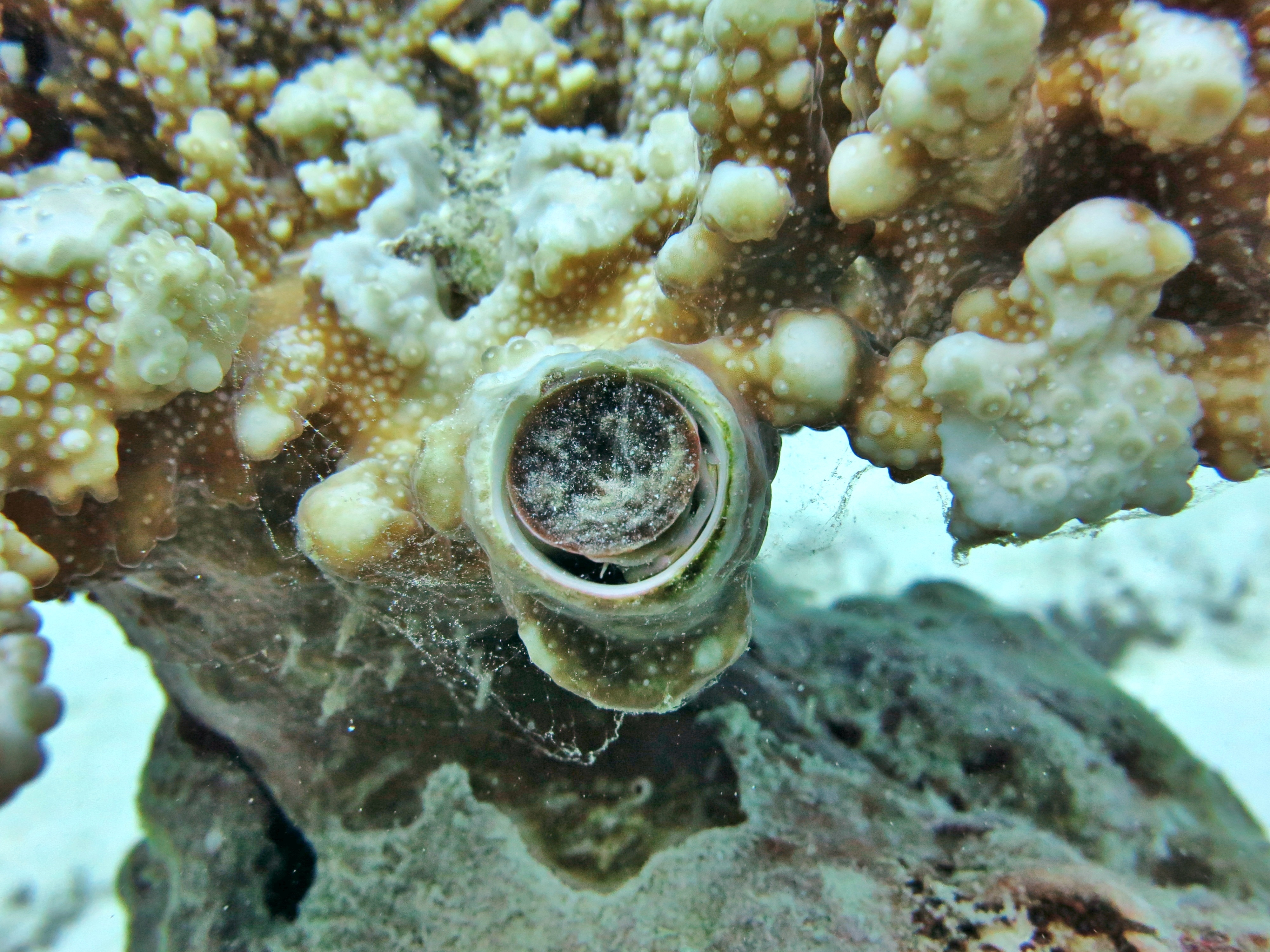
Ceraesignum maximum

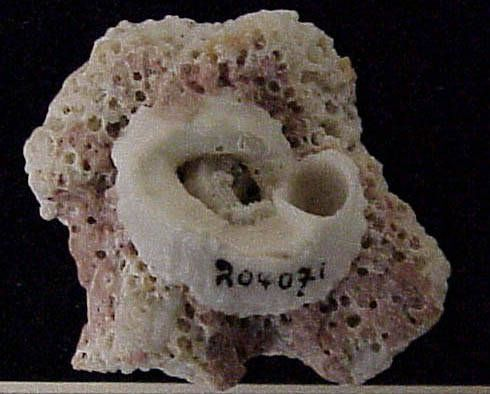
Dendropoma platypus

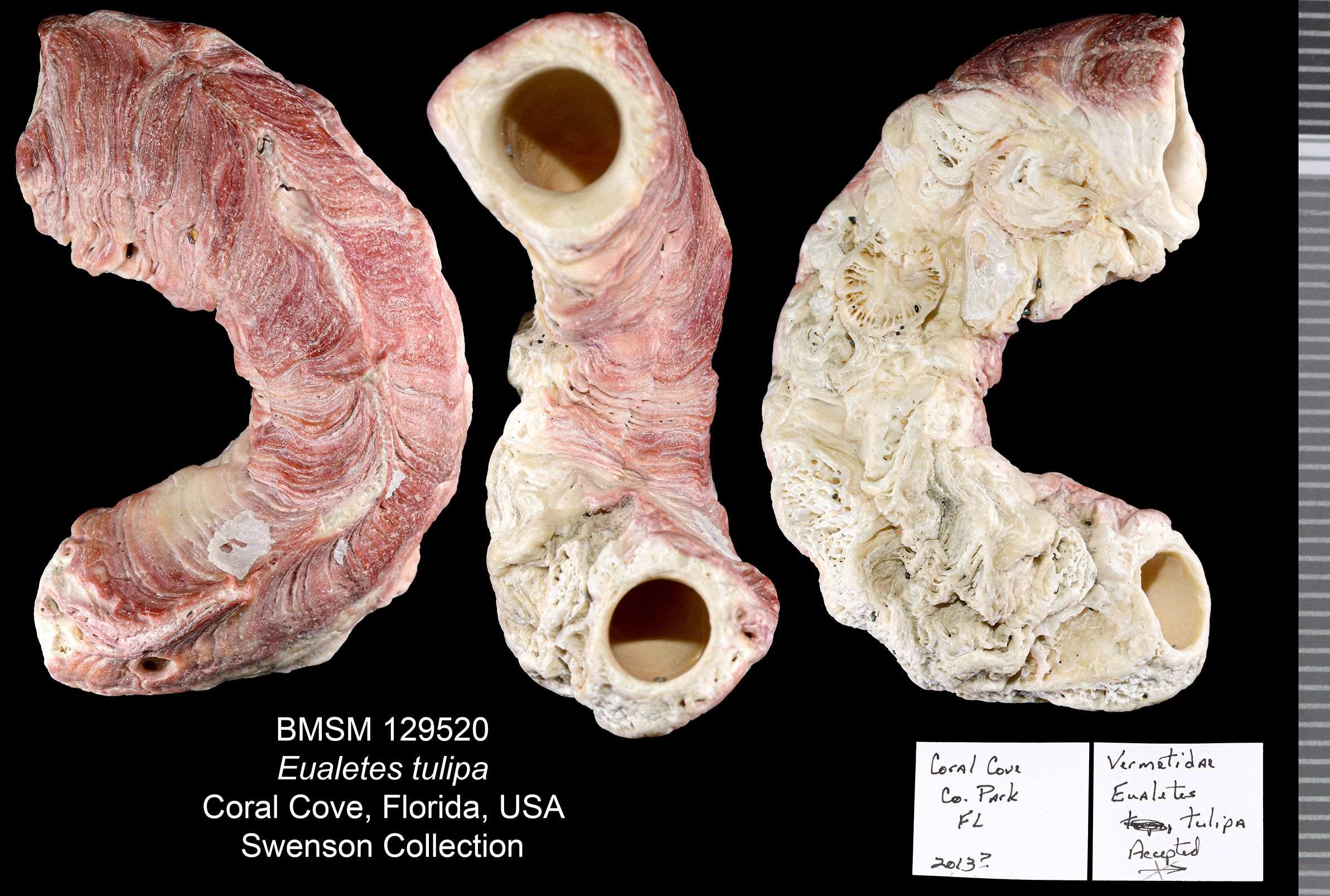
Eualetes tulipa

La famiglia ha 11 generi accertati:
- Ceraesignum Golding, Bieler, Rawlings & T. Collins, 2014
- Cerithiovermetus Bandel, 2006
- Cupolaconcha Golding, Bieler, Rawlings & T. M. Collins, 2014
- Dendropoma Morch, 1861
- Eualetes Keen, 1971
- Novastoa Finlay, 1926
- Petaloconchus Lea, 1843
- Thylacodes Guettard, 1770
- Thylaeodus Mörch, 1860
- Tripsycha Keen, 1961
- Vermetus Daudin, 1800

A questi va aggiunto un genere chiamato Vermetidae incertae sedis che raggruppa un certo numero di specie che si trovano nella medesima situazione; vi sono poi altri quattro generi sulla cui posizione sono ancora necessari approfondimenti:
- Genere Magilina Vélain, 1877 (taxon inquirendum)
- Genere Vermitoma Kuroda, 1928 (taxon inquirendum)
- Genere Dofania Mörch, 1860 (nomen dubium)
- Genere Spiroglyphus Daudin, 1800 (nomen dubium)